# Wełyka Zahoriwka
Wełyka Zahoriwka (ukr. Велика Загорівка) – wieś na Ukrainie, w obwodzie czernihowskim, w rejonie niżyńskim, w hromadzie Płysky. W 2025 liczyła 950 mieszkańców.